# Sucesos del Palau de la Música

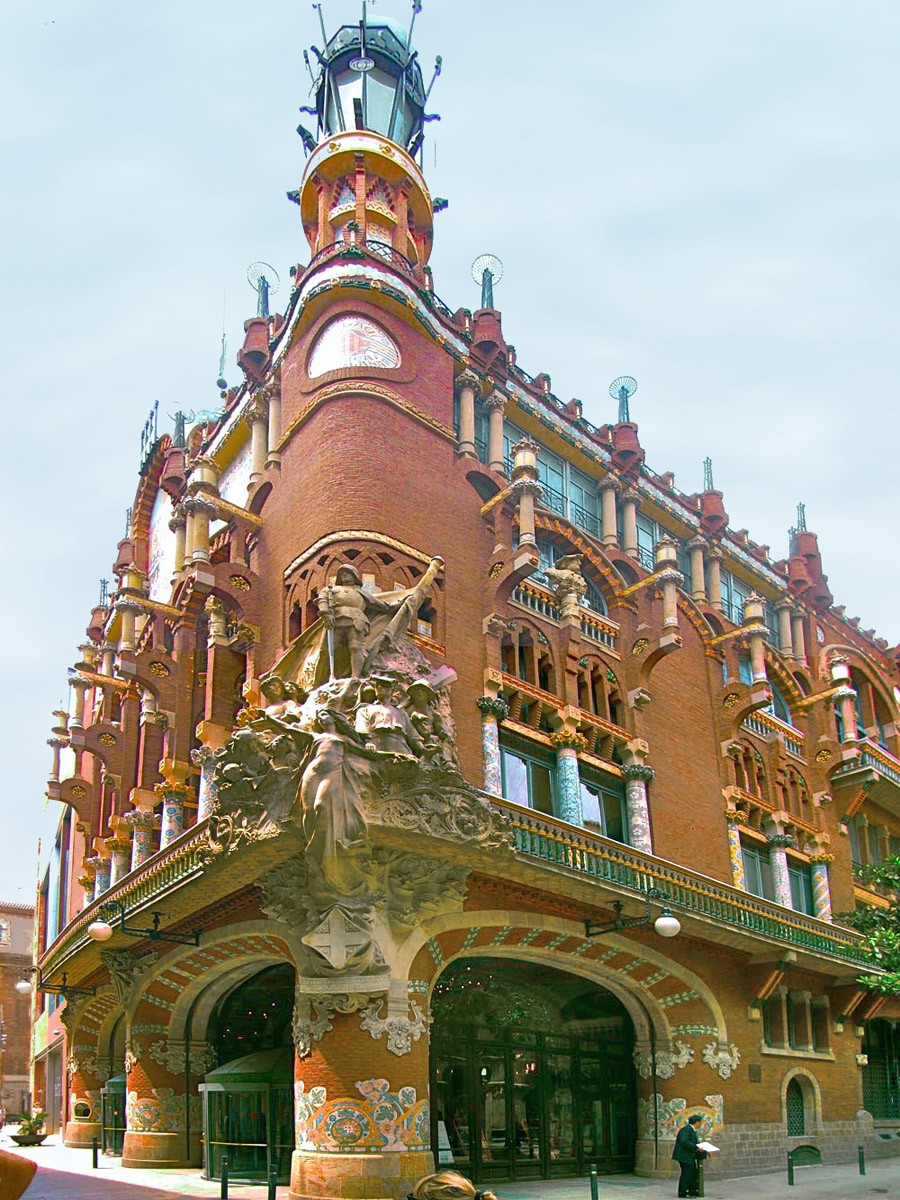
Palacio de la Música Catalana donde tuvo lugar la protesta conocida como los sucesos del Palau de la Música de 1960, 51 años después de que en ese mismo lugar se aprobara el primer proyecto de Estatuto de Autonomía para Cataluña propuesto por la Mancomunidad de Cataluña.

Los sucesos del Palau de la Música tuvieron lugar en el Palacio de la Música de Barcelona el 19 de mayo de 1960, durante el homenaje por el centenario del nacimiento del poeta Joan Maragall. Son considerados como el acto fundacional del renacimiento de catalanismo político tras la Guerra Civil y el inicio de la carrera política de Jordi Pujol.

## Historia
La dictadura de Francisco Franco había planeado una serie de concesiones, patrocinadas por el alcalde barcelonés José María de Porcioles, para congraciarse con ciertos sectores de la opinión pública catalana. A tal fin, había anunciado la concesión de una carta municipal a Barcelona (lo que permitiría cierta autonomía municipal), la cesión del castillo de Montjuic al municipio, la compilación del código civil catalán y la celebración oficial del centenario del poeta Joan Maragall, todo ello en el marco de una visita del propio Franco a Barcelona.
Sin embargo, estos gestos de aparente apertura fueron puestos en evidencia al prohibirse, en un concierto que iba dar en el Palacio de la Música el Orfeón Catalán, la interpretación del Cant de la Senyera, obra del propio Maragall, con el que tradicionalmente se habían finalizado las audiciones corales. El sector más activista de la organización Cristians Catalans, movimiento cultural catalanista, surgido en 1954, que había dirigido un exitoso boicot contra el director del periódico La Vanguardia unos meses antes, organizó una manifestación para dicho concierto que se iba a celebrar el 19 de mayo de 1960. 
Nada más iniciarse el acto un grupo de jóvenes se levantó para entonar el Cant de la Senyera, lanzando unas octavillas tituladas Us presentem al general Franco ('Os presentamos al general Franco'), cuyo texto había escrito Jordi Pujol. Inmediatamente comenzaron las detenciones. Jordi Pujol, de treinta años, fue alertado a las dos de la mañana para que se ocultara. Sin embargo, su esposa Marta Ferrusola le empujó a no hacerlo. Pujol fue sometido a un consejo de guerra que lo condenó a siete años de prisión, de los que cumplió tres. Francesc Pizón, otro de los que intervinieron, fue condenado a tres años de prisión.
Estos sucesos y las posteriores detenciones dieron lugar a la elaboración de un escrito que fue presentado ante la Audiencia Provincial de Barcelona el 23 de junio de 1960 y que contó con la firma de 420 personas. Cuatro de estas, fueron juzgadas por un delito de propaganda ilegal por el Tribunal de Orden Público, al considerar el fiscal que habían participado en su redacción y publicación en un periódico de Nueva York que se editaba en castellano, siendo absueltos de estas acusaciones al declararse probado que sólo constaba su participación en la recogida de firmas y nada más. El posterior recurso ante el Tribunal Supremo confirmó su exoneración.